# Michaela Pavlátová
Michaela Pavlátová (ur. 1961 w Pradze) – czeska scenarzystka i reżyserka filmowa. Laureatka Złotego Niedźwiedzia dla najlepszego filmu  krótkometrażowego na 45. MFF w Berlinie za film Powtórka (1995).
Studiowała w Wyższej Szkole Rzemiosła Artystycznego w Pradze.
W 1993 roku otrzymała nominację do Oscara za film Řeči, řeči, řeči (kategoria: krótkometrażowy film animowany).